# Месопотамијска архитектура
Месопотамска архитектура и уопште уметност развија се паралелно са развојем Египта, и не зна се која је култура старија, друга историјска цивилизација се рађала на Блиском истоку, постепено напуштајући неолитско друштво. Између 3500. и 3000. п. н. е. у долини Тигра и Еуфрата, на територији данашњег Ирака источне Сирије и Ирана настала је Месопотамија.
Египат и Месопотамија историјске су културе које су се истовремено појавиле. Обе су монархије и различите су по религији али у Тинитском и Џемедетнарском добу постојале су већ културе у данашњем смислу речи тога појма. Египатска монархија Старог Царства одржавала се дуги низ година све до револуције која је уништила Старо Царство, али је традиција била снажнија. У Међуријечију Тигриса и Еуфрата појавила се култура чије династије можемо пратити само из случајних догађаја и месних ратова, само је Акадска монархија умела да управља целом земљом међуријечија.
Људска је моћ морала да призна божанску, што је постао основ за цео живот. Египат је имао краља и бога у једној личности и заруку среће што се огледало у извесном оптимизму код Египћана. У Месопотамији је владар само заступао Бога. Од Средњега Царства је свако ко је заслужио имао право на посмртни живот. Ништа слично није постојало код Мезопотамаца, и на њих су чекали само бедни изгледи за вечност. Ни једни нису имали обичај да дугачко шире о уметничком делу својим дивљењима. Мезопотамски писар: “било је лепо гледање”.
О архитектури Месопотамије знамо на основу билблиотеке 30.000 глинених плочица цара Асурбанипала. Главни материјал за изграднју су биле опеке. Зидови су се градили у дебљини од 6-12 метара и украшавали су се фанајсним плочама а градили су се храмови, палате на уметним узвишенјима као и зигурати. Палате су били на уметним брдашцима и зграде су се груписале около унутрашњих дворишта. Материјали од којих су се стварале скулптуре су били глина, бронза или камен диорит.
Зигурати су била врста храма заједничког за Сумере, Вавилонце и Асирце из древне Месопотамије. Најстарији примери зигурата датирају с краја трећег миленијума п. н. е. а последњи су из 6. века п. н. е. Грађени у смакнутим редовима око правоугаоне, кружне или квадратне основе, зигурати су имали пирамидалну структуру. Опеке сушене на сунцу чинили су срж зигурата, док је фасада била од печене опеке. Фасада је често бојена у разне боје и вероватно је имала неко космолошко значење. Број спратова био је од два до седам, са светилиштем или храмом на врху. Приступ светилишту био је омогућен низом степеника с једне стране зигурата или спиралним степеништем од основе до врха. Најзначајнији примери ових грађевина су рушевине у Уру и Корсабаду у Месопотамији. 